# Алікулієва Рубаба Алікулі кизи
Рубаба Алікулі кизи Алікулієва (1929, село Гарачук Нахічеванського району, тепер Бабецького району, Нахічеванська Автономна Республіка, Азербайджан — ?) — азербайджанська радянська діячка, ланкова колгоспу імені Леніна Нахічеванського району Нахічеванської АРСР Азербайджанської РСР. Депутат Верховної Ради СРСР 4-го скликання.

## Життєпис
Народилася в селянській родині. Закінчила семирічну школу.
З 1944 року — колгоспниця, ланкова колгоспу імені Леніна село Гарачук Нахічеванського району Азербайджанської РСР. Майстер високих врожаїв бавовни.
У 1947 році вступила до комсомолу.
Подальша доля невідома.